# آيري تورياما
آيري تورياما (باليابانية: 通山愛里؛ بالكانا: とおりやま あいり) هي مغنية وممثلة يابانية، ولدت في 16 يونيو 1989 في ميازاكي في اليابان.